# Амірагов Слава Львович
Слава Львович Амірагов (рос. Слава Львович Амирагов; нар. 24 березня 1926, Мінськ, Білоруська РСР, СРСР — пом. 3 вересня 1990) — радянський академічний веслувальник, срібний призер Олімпійських ігор.
Заслужений майстер спорту СРСР (1954).

## Життєпис
Тричі, у 1953—1955 роках, у складі вісімки перемагав на чемпіонатах Європи. Триразовий чемпіон СРСР (1952—1954) у складі вісімки.
Після закінчення спортивної кар'єри працював викладачем у Московському авіаційному інституті. Кандидат технічних наук.
Похований на Машкинському кладовищі в Хімках Московської області.

## На Олімпійських іграх
У 1952 році на літніх Олімпійських іграх у Гельсінкі (Фінляндія) на змаганнях з академічного веслування посів друге місце у складі вісімки (з результатом 6:31.2).